# Radiostyret model
En radiostyret model (kendte forkortelser R/C-model, RC-model for radio controlled model) er en model, som bliver styret ved hjælp af radiostyring. Alle typer af fartøjer man kan forestille sig kan udstyres med radiostyring; f.eks. modelbiler, modelbåde og modelfly. Selv modelhelikoptere og ornitoptere kan fjernstyres, selvom de er svære at styre.